# Жа (буква маньчжурского алфавита)
Хэргэни жа — буква маньчжурской письменности. Применяется для транскрипции китайского языка и является синоглифом буквы Жи чжуинь ( ㄖ ).
В зависимости от финали, слоги для транскрипции китайского языка расположены в разных разделах Чжуван чжувэ. Некоторые слоги, встречающиеся в силлабарии, вообще не употребляются ни в маньчжурском, ни в стандартном путунхуа, например «жа» или «жой». 
Маньчжурское написание китайских слогов с инициалью Жи чжуинь (в скобках указан номер раздела силлабария):
- Жа (1)
- Жан (5)
- Жань (4)
- Жао (10)
- Жэ (1)
- Жэн (5)
- Жэнь (4)
- Жи (1)
- Жо (1)
- Жу (1)
- Жуань
- Жуй (2)
- Жун (5)
- Жунь (4)